# Trois-Monts
Trois-Monts (tʁwa.mɔ̃ⓘ) era una comuna francesa, situada en el departamento de Calvados, de la región de Normandía. Desde el 1 de enero de 2019 pertenece a la comuna de Montillières-sur-Orne.

## Geografía
Está ubicada a 16 km al suroeste de Caen.

## Historia
El 1 de enero de 2019 pasó a ser una parte de la comuna nueva de Montillières-sur-Orne al fusionarse con la comuna vecina de Goupillières.

## Demografía
| 193 | 180 | 199 | 278 | 314 | 338 | 395 | 418 |
| Para los censos de 1962 a 1999 la población legal corresponde a la población sin duplicidades (Fuente: INSEE [Consultar]) |     |     |     |     |     |     |     |